# Hlinkova slovenská ľudová strana
Hlinkova slovenská ľudová strana (česky Hlinkova slovenská lidová strana, HSLS) byla slovenská pravicová politická strana působící na Slovensku v první polovině 20. století. Jejím původním[zdroj⁠?!] cílem byla autonomie Slovenska, postupně však v ní převládly autoritativní a fašistické tendence. Byla vedoucí politickou silou tzv. Slovenského státu.
Opírala se hlavně o katolický klérus, nacionalistickou inteligenci a obecně křesťansky a nacionalisticky smýšlející obyvatelstvo.
Tiskovým orgánem strany byl Slovák.

## Historie

### Historie do Mnichovské dohody

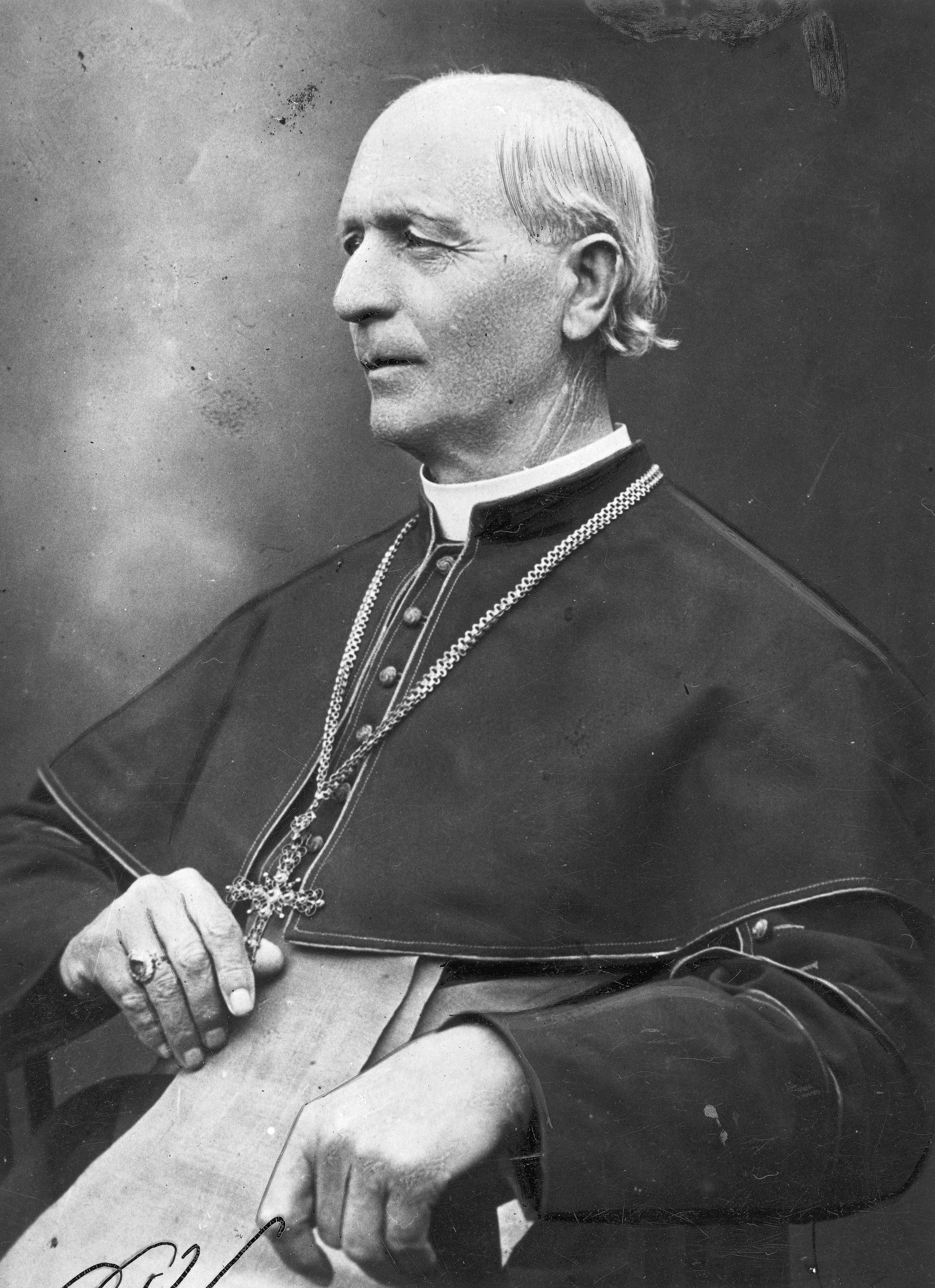
Andrej Hlinka v roce 1937

Strana byla založena Andrejem Hlinkou, který byl až do své smrti 16. srpna 1938 jejím předsedou, jako Slovenská ľudová strana, prvních voleb se zúčastnila roku 1913, nicméně její počátky sahají do roku 1906. Stála v čele slovenského autonomistického a později separatistického hnutí.
Roku 1925 byl její název změněn na Hlinkova slovenská ľudová strana z důvodu většího odlišení od Šrámkových československých lidovců.

Roku 1927 vstoupila do tehdejší československé vlády, kde prosazovala slovenskou autonomii, vládu opustila roku 1929 na protest proti uvěznění svého poslance Vojtěcha Tuky, který byl odsouzen za špionáž pro maďarskou vládu, jejímž byl placeným agentem.
Od poloviny třicátých let spolupracovala se Slovenskou národnou stranou, s ukrajinskými, polskými, maďarskými a německými separatistickými stranami v tehdejší ČSR. Byla ovlivněna italským a rakouským fašismem a německým nacismem.
V září 1936 se oficiálně přihlásila k tehdejšímu fašistickému hnutí, vyhlásila svůj požadavek totalitní fašistické společnosti a od NSDAP převzaté heslo „jeden národ, jedna strana, jeden vodca“. 27. února 1938 jednal Hlinka s K. H. Frankem ze Sudetoněmecké strany (SdP) o spolupráci; SdP pak poskytla hlinkovcům finanční podporu ve výši pět milionů korun. Po Hlinkově smrti 16. srpna 1938 se vedení strany ujal Jozef Tiso.
Strana byla vedena na katolickém základě a zahrnovala několik frakcí, které se shodovaly na požadavku autonomie a katolické víře. Radikální křídlo vedl Karol Sidor, který v březnu 1939 odmítl vyhlásit "německou" nezávislost. Mezi lídry umírněného křídla patřil Jozef Tiso, propražský směr reprezentovali zejména generální tajemník Martin Sokol a nitranský kanovník Jozef Buday.

### Historie po Mnichovské dohodě
V říjnu 1938 vyhlásila v Žilině autonomii Slovenska. V prosinci téhož roku se s HSĽS sloučila většina tehdejších slovenských stran. Tehdy se její název změnil na „Hlinkova slovenská ľudová strana - Strana slovenskej národnej jednoty“. Ve volbách do Snemu Slovenskej krajiny v prosinci 1938 získala více než 97 % všech hlasů.
Strana byla představitelkou režimu Slovenského státu, představovala totalitní stranu. Za dob své diktatury zlikvidovala veškeré nepohodlné spolky a organizace, pronásledovala své odpůrce a národnostní menšiny a spolupracovala s Třetí říší. Většina hospodářského i vojenského potenciálu Slovenska byla věnována boji ve druhé světové válce na straně Osy. Přesto byly hospodářské poměry Slovenska za její vlády stabilizované.
Po vypuknutí SNP 29. srpna 1944 byla Slovenskou národní radou roku 1944 na povstaleckém území zakázána, roku 1945 byla zakázána na celém území obnoveného Československa, většina vedoucích představitelů byla odsouzena. Někteří členové emigrovali, jiní vstoupili do Demokratické strany.

### Názvy
- 1906–1925: Slovenská ľudová strana
- 1925–1938: Hlinkova slovenská ľudová strana (HSĽS)
- 1938–1945: Hlinkova slovenská ľudová strana – Strana slovenskej národnej jednoty (HSĽS-SSNJ)

## Volební výsledky

### Poslanecká sněmovna
| Volby | Hlasy           | Hlasy           | Mandáty | Mandáty | Pozice | Postavení |
| Volby | Abs.            | %               | Abs.    | ±       | Pozice | Postavení |
| ----- | --------------- | --------------- | ------- | ------- | ------ | --------- |
| 1920  | v koalici s ČSL | v koalici s ČSL | 12/281  | ▲12     | ▲8.    | Opozice   |
| 1925  | 489 027         | 6.9             | 23/300  | ▲11     | ▲7.    | Vláda     |
| 1929  | 425 051         | 5.8             | 19/300  | ▼4      | ▬ 7.   | Opozice   |
| 1935  | 564 273         | 6.9             | 22/300  | ▲3      | ▬ 7.   | Opozice   |

### Senát
| Volby | Hlasy           | Hlasy           | Mandáty | Mandáty | Pozice |
| Volby | Abs.            | %               | Abs.    | ±       | Pozice |
| ----- | --------------- | --------------- | ------- | ------- | ------ |
| 1920  | v koalici s ČSL | v koalici s ČSL | 7/150   | ▲7      | ▲7.    |
| 1925  | 417 206         | 6.8             | 12/150  | ▲5      | ▬ 7.   |
| 1929  | 377 498         | 5.9             | 9/150   | ▼3      | ▬ 7.   |
| 1935  | 495 166         | 6.8             | 11/150  | ▲2      | ▬ 7.   |

### Slovenské zemské volby
| Volby | Hlasy   | Hlasy | Mandáty | Mandáty | Pozice |
| Volby | Abs.    | %     | Abs.    | ±       | Pozice |
| ----- | ------- | ----- | ------- | ------- | ------ |
| 1928  | 325 588 | 24.6  | 14/54   |         | ▲2.    |
| 1935  | 430 880 | 28.5  | 16/54   | ▲2      | ▲1.    |
| 1938  |         | 97.5  | 58/63   | ▲42     | ▬ 1.   |